# Dazai-Osamu-Preis
Der Dazai-Osamu-Preis (jap. 太宰治賞, Dazai Osamu Shō) ist ein Literaturpreis für japanische  Nachwuchsschriftsteller, der alljährlich von der Stadt Mitaka und dem Verlag Chikuma Shobō für außergewöhnliche und noch nicht veröffentlichte Kurzgeschichten vergeben wird. Der Preis wurde erstmals 1965 vom Chikuma Shobō Verlag ausgeschrieben und bis zur Verschlechterung der wirtschaftlichen Situation 1978 auch alleinig vergeben. Anlässlich des 50. Todestages von Dazai Osamu 1998 wurde die Vergabe wiederbelebt und vom Folgejahr an mit der Unterstützung der Stadt Mitaka bis heute vergeben. Der Preis ist dotiert mit einem Preisgeld in Höhe von 1 Million Yen.

## Preisträger

### Vergabe durch Chikuma Shobō
- 1965 – nicht vergeben
- 1966 – Yoshimura Akira für Hoshi e no tabi (星への旅)
- 1967 – Isshiki Jirō für Seigenki (青幻記)
- 1968 – Miura Hiroki für Tsuki no dōkemono (月の道化者)
- 1969 – Hata Kōhei für Kiyotsune jusui (清経入水)
- 1970 – Kaidō Masayuki für Haigo no jikan (背後の時間)
- 1971 – Mikami Masahiko für Ryūkeichi nite (流刑地にて)
- 1972 – nicht vergeben
- 1973 – Miyao Tomiko für Kai (櫂)
- 1974 – Asami Sachiko für Tanima no ikisudamatachi (谷間の生霊たち)
- 1975 – Kyōko Fuji für Hana sute (花捨て)
- 1976 – Murayama Fujiko für Echigo goze uta fuyu no tabi (越後瞽女唄冬の旅)
- 1977 – Miyamoto Teru für Doro no kawa (泥の河)
- 1978 – Fukumoto Takehisa für Densha gokko teisen (電車ごっこ停戦)

### Gemeinsame Vergabe durch Chikuma Shobō und Mitaka
- 1999 – Saegiri Yū für Saigo no uta o koete (最後の歌を越えて)
- 2000 – Tsujiuchi Tomoki für Takiko-chan (多輝子ちゃん)
- 2001 – Kojima Koriku für Itteki no arashi (一滴の嵐)
- 2002 – Ogawauchi Hatsue für Kimbaku (緊縛)
- 2003 – Kobayashi Yuri für Tayutafu rōsoku (たゆたふ蝋燭)
- 2004 – Shiga Izumi für Yubi no ongaku (指の音楽)
- 2005 – Kawamoto Akiko für Shishū (刺繍) und Tsumura Kikuko für Man’ītā (マンイーター)
- 2006 – Kuribayashi Sachi für Tōge no haru wa (峠の春は)
- 2007 – Segawa Shin für Chūba wa utau – mit Tuba (チューバはうたう―mit Tuba)
- 2008 – Nagase Naoya für Romio to Indiana (ロミオとインディアナ)
- 2009 – Karasawa Masayuki für Damukan (だむかん)
- 2010 – Imamura Natsuko für Atarashii musume (あたらしい娘)
- 2011 – Yui Ayuhiko für Aenakatta hito (会えなかった人)
- 2012 – Hayami Kana für Utsubushi (うつぶし)
- 2013 – KS Iwaki für Sayōnara Orange (さようなら、オレンジ)
- 2014 – Ikoi Koma für Kon to Anji (コンとアンジ)
- 2015 – Itō Akari für Kawarazaru yorokobi (変わらざる喜び)
- 2016 – Yozuri Jūroku für Rakuen (楽園)
- 2017 – Sakura Hiro für Tango in za dāku (タンゴ・イン・ザ・ダーク)
- 2018 – Nishikimi Eriko für Ritoru gāruzu (リトルガールズ)
- 2019 – Asa Motoaki für Shikisai (色彩)
- 2020 – Yagi Emi für Kūshin techō (空芯手帳)
- 2021 – Yamaie Nozomi für birth
- 2022 – Nonoi Tō für Shuro o moyasu (棕櫚を燃やす)
- 2023 – Nishimura Ryō für Jibun igai zen’in tanin (自分以外全員他人)
- 2024 – Shigaichi Gyao für Memento rabu dōru (メメントラブドール)
- 2025 – Maeda Tomoko für Feisuvosshu nekuromanshī (フェイスウォッシュ・ネクロマンシー)